# Charles François Laurent

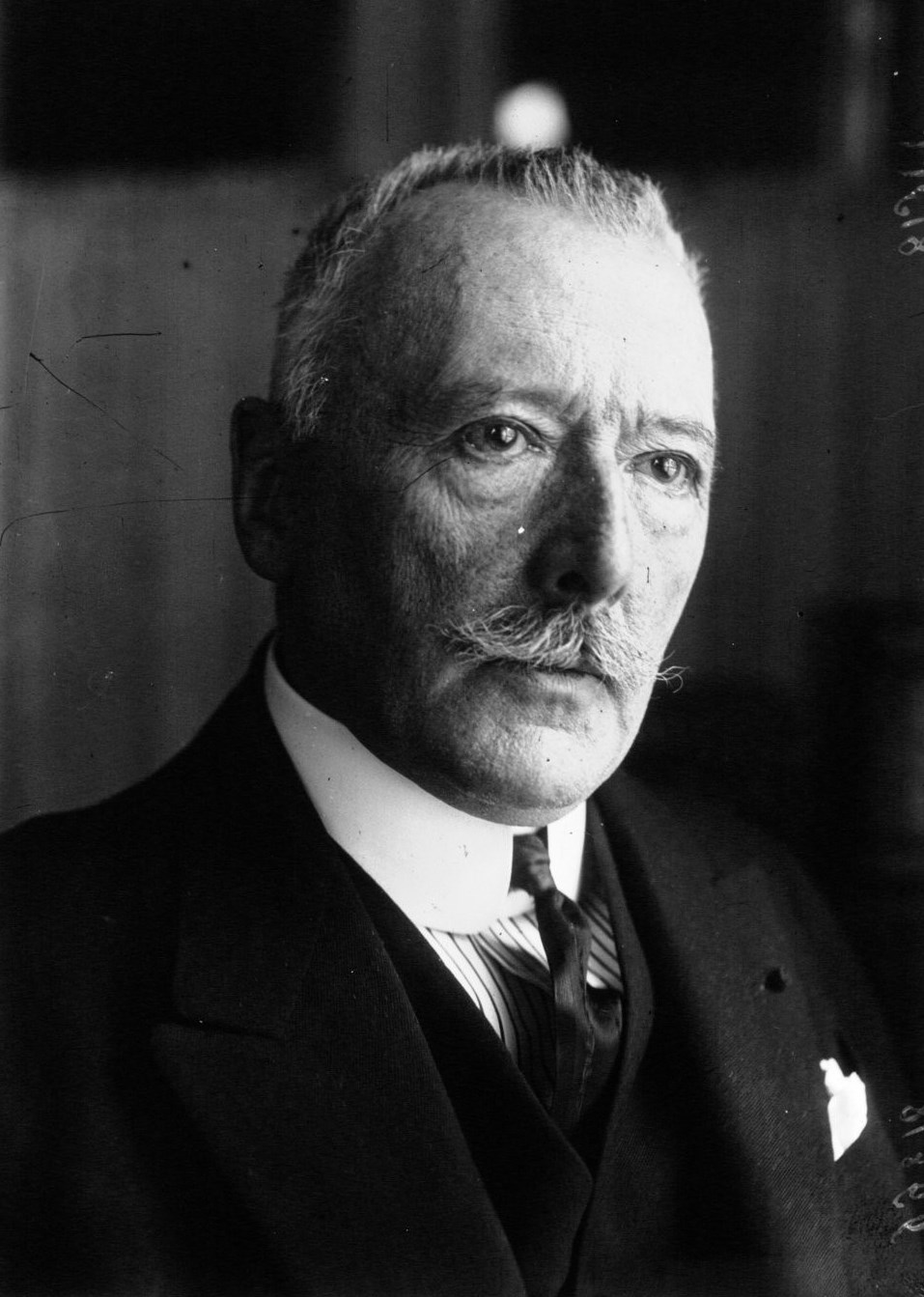
Charles François Laurent

Charles François Laurent (* 12. November 1856 in Paris; † 1939) war ein französischer Diplomat.

## Leben
Charles François Laurent war mit Sophie de Bénazé verheiratet. Er besuchte das Lycée Louis-le-Grand und die École polytechnique. 1877 wurde er an der Artillerieschule Unteroffizier. 1878 wurde er in den Verwaltungsdienst eingestellt. Von 1886 bis 1888 wurde er in Tonkin beschäftigt. 1893 war er Bürovorsteher des Finanzministers Paul Peytral. 1898 leitete er das öffentliche Rechnungswesen. 1907 wurde das Amt eines Vorsitzenden des Cour des comptes geschaffen, das Laurent bekleidete. 1908 beriet er die Regierung des türkischen Sultans Abdülhamid II. in Fragen des Staatshaushalts. 1910 war er Geschäftsführer der Compagnie universelle du canal maritime de Suez sowie des Eisenbahnunternehmens Compagnie du chemin de fer de Paris à Orléans. Ab 1911 war er Präsident der Banque des pays du Nord. Seit ihrer Gründung am 10. Oktober 1919 leitete er auch die Crédit national eine Staatsbank, die für Deutsche Reparationen nach dem Ersten Weltkrieg gegründet wurde.
Er hatte den Vorsitz in folgenden Institutionen:
- Union des industries et métiers de la métallurgie (Arbeitgeberverband)
- Construction mécanique, métallique et électrique (Arbeitgeberverband)
- Association Centrale pour la reprise de l’activité industrielle dans les régions libérées
- Comptoir Central d’achats industriels pour les régions libérées

Vom 26. Juni 1920 bis 1922 war er Botschafter in Berlin.
| Vorgänger    | Amt                                                             | Nachfolger         |
| ------------ | --------------------------------------------------------------- | ------------------ |
| Jules Cambon | Französischer Botschafter in Deutschland 26. Juni 1920 bis 1922 | Pierre de Margerie |